# Rožmberk nad Vltavou
Rožmberk nad Vltavou (niem. Rosenberg an der Moldau) – czeskie miasto położone w kraju południowoczeskim, w powiecie Český Krumlov.
Według danych z 1 stycznia 2024, liczba mieszkańców miasta wynosi 386 osób (3495. miejsce w kraju wśród miejscowości; 602. miejsce wśród miast).

## Geografia
Miasto leży nad brzegiem rzeki Wełtawy w strategicznym punkcie prowadzącym z Českiego Krumlova do austriackiego miasta Linz. 

## Historia
Miasto po raz pierwszy wzmiankowano w 1250 roku.
Głównymi zabytkami miasta są kościół św. Mikołaja z 1271 roku, a także XVII-wieczny plac miejski.
Obecnym burmistrzem miasta jest Bohuslav Čtveráček.

## Demografia
| Rok             | 2008 | 2016 | 2024 |
| --------------- | ---- | ---- | ---- |
| Liczba ludności | 369  | 350  | 386  |